# 테이큰 하드체이싱
테이큰 하드체이싱(Seized)은 미국에서 제작된 이삭 플로렌틴 감독의 2020년 액션, 스릴러 영화이다.

## 출연

### 주연
- 스콧 앳킨스 : 네로 역
- 스티븐 엘더 : 도노반 역
- 마리오 반 피블스 : 음자모 역

### 조연
- 제임스 P. 베넷 : 워커 역
- 마우리치오 멘도자 : 그리에고 역